# Керолайн Долегайд

Керолайн Долегайд (англ. Caroline Dolehide) — американська тенісистка, чемпіонка та фіналістка Панамериканських ігор.

## Значні фінали

### Турніри WTA 1000

#### Одиночний розряд: 1 фінал
| Результат | Рік  | Турнір           | Поверхня | Супротивниця  | Рахунок  |
| --------- | ---- | ---------------- | -------- | ------------- | -------- |
| Поразка   | 2023 | Guadalajara Open | Хард     | Марія Саккарі | 5–7, 3–6 |

#### Парний розряд: 2 (1 титул)
| Результат | Рік  | Турнір            | Поверхня | Партнерка      | Супротивниці                    | Рахунок               |
| --------- | ---- | ----------------- | -------- | -------------- | ------------------------------- | --------------------- |
| Поразка   | 2024 | Qatar Ladies Open | Хард     | Дезіре Кравчик | Демі Схюрс Луїза Стефані        | 4–6, 2–6              |
| Перемога  | 2024 | Canadian Open     | Хард     | Дезіре Кравчик | Габріела Дабровскі Ерін Рутліфф | 7–6(7–2), 3–6, [10–7] |

## Фінали турнірів WTA

### Одиночний розряд: 2 фінали (0-2)
| Легенда          |
| ---------------- |
| Grand Slam (0–0) |
| WTA 1000 (0–1)   |
| WTA 500 (0–1)    |
| WTA 250 (0–0)    |

| За поверхнею |
| ------------ |
| Хард (0–2)   |
| Грунт (0–0)  |
| Трава (0–0)  |
| Килим (0–0)  |

| Результат | В–П | Дата     | Турнір                                    | Статус   | Поверхня | Супротивниця    | Рахунок  |
| --------- | --- | -------- | ----------------------------------------- | -------- | -------- | --------------- | -------- |
| Поразка   | 0–1 | Sep 2023 | Guadalajara Open, Mexico                  | WTA 1000 | Хард     | Марія Саккарі   | 5–7, 3–6 |
| Поразка   | 0–2 | Жов 2024 | Guangzhou International Women's Open, КНР | WTA 250  | Тверде   | Ольга Данилович | 3–6, 1–6 |

### Парний розряд: 8 (2 титули)
| Легенда          |
| ---------------- |
| Grand Slam (0–0) |
| WTA 1000 (1–1)   |
| WTA 500 (0–3)    |
| WTA 250 (1–2)    |

| За поверхнею |
| ------------ |
| Хард (2–3)   |
| Трава (0–2)  |
| Грунт (0–1)  |
| Килим (0–0)  |

| Результат | В–П | Дата     | Турнір                                   | Статус   | Поверхня | Партнер          | Супротивники                    | Рахунок               |
| --------- | --- | -------- | ---------------------------------------- | -------- | -------- | ---------------- | ------------------------------- | --------------------- |
| Перемога  | 1–0 | Бер 2021 | Monterrey Open, Мексика                  | WTA 250  | Хард     | Ейджа Мухаммад   | Гетер Вотсон Чжен Сайсай        | 6–2, 6–3              |
| Поразка   | 1–1 | Чер 2021 | Nottingham Open, Сполучене Королівство   | WTA 250  | Трава    | Сторм Гантер     | Людмила Кіченок Ніномія Макото  | 4–6, 7–6(7–3), [8–10] |
| Поразка   | 1–2 | Жов 2021 | Chicago Fall Classic, США                | WTA 500  | Хард     | Коко Вандевей    | Квета Пешке Андреа Петкович     | 3–6, 1–6              |
| Поразка   | 1–3 | Чер 2022 | Nottingham Open, Сполучене Королівство   | WTA 250  | Трава    | Моніка Нікулеску | Беатріс Аддадж Мая Чжан Шуай    | 6–7(2–7), 3–6         |
| Поразка   | 1–4 | Лют 2024 | Qatar Ladies Open, Катар                 | WTA 1000 | Хард     | Дезіре Кравчик   | Демі Схюрс Луїза Стефані        | 4–6, 2–6              |
| Перемога  | 2–4 | Aug 2024 | Canadian Open, Канада                    | WTA 1000 | Хард     | Дезіре Кравчик   | Габріела Дабровскі Ерін Рутліфф | 7–6(7–2), 3–6, [10–7] |
| Поразка   | 2–5 | Бер 2025 | Credit One Charleston Open               | WTA 500  | Ґрунт    | Дезіре Кравчик   | Олена Остапенко Ерін Рутліфф    | 6–4, 6–2              |
| Поразка   | 2–6 | Лип 2025 | Washington Open, Сполучені Штати Америки | WTA 500  | Тверде   | Софія Кенін      | Тейлор Таунсенд Чжан Шуай       | 6–1, 6–1              |

## Фінали турнірів WTA Challenger

### Парний розряд: 1 титул
| Результат | В–П | Дата     | Турнір                              | Поверхня | Партнер       | Супротивники                    | Рахунок       |
| --------- | --- | -------- | ----------------------------------- | -------- | ------------- | ------------------------------- | ------------- |
| Перемога  | 1–0 | Чер 2023 | Internacional de La Bisbal, Іспанія | Грунт    | Діана Шнайдер | Альона Большова Ребека Масарова | 7–6(7–5), 6–3 |

## Юніорські фінали мейджорів

### Пари: 2 фінали
| Результат | Рік  | Турнір      | Поверхня | Партнер         | Супротивники                           | Рахунок           |
| --------- | ---- | ----------- | -------- | --------------- | -------------------------------------- | ----------------- |
| Поразка   | 2015 | French Open | Ґрунт    | Катерина Стюарт | Міріам Колодзєйова Маркета Вондроушова | 0–6, 3–6          |
| Поразка   | 2016 | US Open     | Хард     | Кейла Дей       | Джада Гарт Ена Сібахара                | 6–4, 2–6, [11–13] |